# Exférjek
Az Exférjek (eredeti cím: Ex-Husbands) 2023-ban bemutatott amerikai független filmvígjáték, amelyet Noah Pritzker írt és rendezett. A főbb szerepekben Griffin Dunne, James Norton, Miles Heizer, Richard Benjamin, John Ventimiglia és Rosanna Arquette látható.
A filmet 2023. szeptember 24-én mutatták be a 71. San Sebastián-i Nemzetközi Filmfesztiválon, ahol versenyben volt az Arany Kagylóért. Az Amerikai Egyesült Államokban 2025. február 21-én jelentette meg a Greenwich Entertainment. Magyarországon a HBO Max 2024. november 7-én mutatta be.

## Cselekmény
New York-i fogorvos, Peter Pearce próbálja meggyőzni idős édesapját, hogy ne váljon el édesanyjától 65 év házasság után. Ezzel egy időben idősebbik fia, Nick épp ismerkedik kolléganőjével, Theával.
Hat évvel később Peter maga is elvált, 35 év házasság után. Apja demenciája miatt végül nem tudta úgy „élni az életét”, ahogy azt korábban tervezte. Harmincas éveiben járó Nick pedig hamarosan feleségül veszi Theát.
Nick legénybúcsús kiruccanásra készül Tulumba öccsével, Mickey-vel és néhány barátjával, amikor kiderül, hogy Peter is ugyanoda utazik. Ő épp próbál túllépni a depresszión, miután alá kellett írnia a válási papírokat feleségével, Mariával.
Az üdülőhelyen Nick – aki egyébként alulteljesítő felszolgálóként dolgozik – levertté válik, miközben barátai buliznak körülötte. Lowry egy bulizós figura, akit Peter ki nem állhat, míg Arroyo – aki bár kijelenti, hogy hetero és házas – kapcsolatba bonyolódik Mickey-vel, aki nemrég coming outolt és most kezd ismerkedni.
Peter találkozik Eileennel, egy másik násznépből való vendéggel, és barátságos, bár visszafogott flört alakul ki köztük.

## Szereplők
| Szerep        | Színész            | Magyar hang      |
| ------------- | ------------------ | ---------------- |
| Peter Pearce  | Griffin Dunne      | Kőszegi Ákos     |
| Maria Pearce  | Rosanna Arquette   | Németh Kriszta   |
| Simon Pearce  | Richard Benjamin   | Csuha Lajos      |
| Mickey Pearce | Miles Heizer       | Czető Ádám       |
| Nick Pearce   | James Norton       | Kisfalusi Lehel  |
| Eileen Link   | Eisa Davis         | Mics Ildikó      |
| Eunice Pearce | Marcia Jean Kurtz  |                  |
| Sipple        | John Ventimiglia   | Berzsenyi Zoltán |
| Aaron         | Lou Taylor Pucci   |                  |
| Chris         | Echo Kellum        |                  |
| Yates         | Ian Owens          |                  |
| Arroyo        | Pedro Fontaine     |                  |
| Lowry         | Simon Van Buyten   |                  |
| Otto          | Nate Mann          | Szatory Dávid    |
| Hewette       | Zora Casebere      |                  |
| Thea          | Rachel Zeiger-Haag |                  |
| Heather       | Natalie Gold       |                  |

### Magyar változat
- Magyar szöveg: Vajda Evelin
- Hangmérnök és vágó: Soltész Márton és Kis Pál
- Gyártásvezető: Farkas Márta
- Szinkronrendező: Nikodém Gerda
- Produkciós vezető: Fodor Eszter

A szinkront a MAHIR Szinkronstúdió készítette el.

## A film készítése
2022 júliusában jelentették be, hogy Noah Pritzker írja és rendezi a filmet, a szereplők között Griffin Dunne, Rosanna Arquette, Richard Benjamin, Miles Heizer és James Norton szerepel. A forgatás New York és Tulum között zajlott. Natalie Gold 2023 májusában csatlakozott a szereplőgárdához.

## Bemutató
A film világpremierje a 71. San Sebastián-i Nemzetközi Filmfesztiválon volt 2023. szeptember 24-én. 2023. október 7-én a Hamptons Nemzetközi Filmfesztiválon is levetítették.
2024 novemberében bejelentették, hogy a Greenwich Entertainment megszerezte a film észak-amerikai forgalmazási jogait, és 2025 elejére tervezik a bemutatót; 2025. február 21-én jelent meg. A nyitóhétvégén 11 000 dollárt hozott egy moziban.